# 아베노 세이메이
아베노 세이메이(安倍晴明, 921년-1005년)는 일본 헤이안 시대의 조정 관리 겸 음양사이다. 대선대부(大膳大夫) 아베노 마스키(安倍益材)의 아들이다. 일찍이 천문학과 점성술을 습득하여 차례로 관직을 밟아나갔다. 그리고 마침내 황실의 신임을 얻어 그의 음양사로서의 지위는 후손에게까지 전승되었고, 그의 후손인 아베(쓰치미카도土御門) 집안이 가마쿠라 시대에서 메이지 시대 초기까지 음양료(陰陽寮)를 통괄했다.

## 사료에 기록된 인물상

### 출신
세이메이의 계보는 명확하게 밝혀진 것이 없고, 흔히 대선대부였던 아베노 마스키(安倍益材) 혹은 아와지노카미(淡路守)를 지낸 아베노 하루키(安倍春材)의 아들이라고도 한다.
현존하는 일본의 각종 기록에는 가구야 공주 이야기로 유명한 《다케토리 이야기》에도 그 이름이 등장하는 우대신(右大臣) 아베노 미누시(阿倍御主人)의 자손이라고 하는 기록이 보인다. 그 밖에 나라 시대 견당사로 당에서 유학하며 관료생활을 했던 아베노 나카마로의 자손이라는 설화도 전하고 있으며, 혹은 일부 고문서에서 「아베노 아손(安倍朝臣) 세이메이(晴明)」가 아니라 「아베노 스쿠네(安倍宿禰) 세이메이(晴明)」라 기재된 것이 더러 보이고 있다. 이에 대해서 당시에는 '아손'을 '스쿠네'의 상위로 엄격하게 재고 있었으므로 아손의 가바네를 가진 자손이 스쿠네의 가바네가 되는 것은 생각하기 어렵다는 이유로, 아베노 미누시의 자손으로서의 '아베노 아손' 계열 가계가 아니라 마찬가지로 아베씨의 일족인 나니와 씨(難波氏)의 후예는 아닐까 하는 설도 있다.

### 경력
엔기 21년(921년)에 셋쓰국 아베노(阿倍野, 지금의 오사카시 아베노구)로 태어났다고 한다.(태어난 곳에 대해서는 나라현 사쿠라이시 아베라는 전승도 있다.) 어린 시절 무렵에 대해서는 확실한 기록이 없지만, 음양사 가모노 다다유키(賀茂忠行)와 야스노리(保憲) 부자에게 음양도를 배워, 천문도를 전수받았다고 한다(《곤자쿠 이야기집》에 아베노 세이메이가 가모노 다다유키의 제자가 되어 음양도를 배우게 되는 계기가 설화의 형식으로 전해져 있다).
덴랴쿠(天歷) 2년(948년) 대사인(大舍人)이 되었다. 덴토쿠(天德) 4년(960년) 당시 천문득업생(天文得業生)으로 있던 세이메이는 무라카미 천황으로부터 점을 치라는 명을 받는데, 출세는 다소 늦었어도 점복(占卜)의 재능은 이미 귀족 사회에서 인정받고 있었음을 짐작할 수 있다. 그 뒤 천문박사(天文博士)로 임명된다.
덴겐(天元) 2년(979년), 세이메이(당시 59세)는 당시의 황태자 모로사다(師貞) 친왕(훗날의 가잔 천황)의 명으로 나치(那智) 산의 덴구를 봉하는 의식을 행한다. 그 무렵부터 가잔 천황의 신뢰를 받았는데, 세이메이가 점복이라던지 음양도의 의식을 주관했던 것을 이 무렵의 기록에서 찾을 수 있다. 가잔 천황이 퇴위한 뒤에는 이치조 천황이나 간파쿠 후지와라노 미치나가의 신뢰를 얻게 되었음을 미치나가의 일기 《미도 간파쿠기》(御堂關白記)를 포함한 당시 귀족들의 일기에서 볼 수 있다.
음양사로서의 명성을 떨친 세이메이는 천문의 도를 통해 익힌 계산 능력 덕분에 주계료(主計寮)로 옮겨가 주계권조(主計權助)의 일을 맡아보았다. 그 뒤 사쿄노곤노다이후(左京權大夫), 곡창원별당(穀倉院別當), 하리마노카미(播磨守) 등의 관직을 역임하며 위계는 종4위하에까지 올랐다. 나아가 그의 두 아들 요시마사 · 요시히라 형제가 천문박사와 음양조(陰陽助)로서 임명되는 등, 아베 집안은 세이메이 당대에 그의 스승이었던 다다유키의 가모 집안과도 대등한 음양도 집안으로서의 지위를 확립하기에 이른다.

## 전설 속에서의 인물상
헤이안 시대의 천문이나 점복 등은 당시로서는 최첨단의 학문(주술·과학)이었다. 이것을 체계적으로 정리한 사상으로서의 음양도에 대한 가장 탁월한 지식을 가진 음양사로서 아베노 세이메이는 당시의 조정이나 귀족들의 신뢰를 받았고, 그의 행적들은 신비화되면서 수많은 전설과 일화를 남기기에 이르렀다. 아시야 도만(蘆屋道満)으로 대표되는 도우마호시(道摩法師)와는 라이벌 관계에 있었다.
후세에 음양도의 경전이 되는 비전서 《호키나이덴(簠簋內傳)》(다른 이름은 《금오옥토집金烏玉兎集》)의 저자로서 가탁되기도 했다. 실제 세이메이가 지은 저작으로는 그의 후손인 쓰치미카도 집안에 전해지는 《점사략결(占事略決)》이 있다.

## 묘소
교토 사가(嵯峨)에 있는 도케츠(渡月) 다리 근처에 조용한 곳에 자리하고 있다.
세이메이를 모시는 신사는 헤이안 시대 이치조모도리(一條戻) 다리 근처에 있던 그의 저택 자리에 지어졌다 전하는 세이메이 진쟈(晴明神社)나, 그가 태어난 곳인 오사카 시 아베노구에 지어졌다는 아베노 세이메이 진쟈(安倍晴明神社), 일본 간토에서는 몇 안 되는 세이메이 연고의 진쟈인 타테이시쿠마노 진쟈(立石熊野神社) 등이 전국 각지에 존재한다.
세이메이를 본받고자 했던 후세의 음양사들에 의해 일본 각지에는 세이메이노즈카(晴明塚)라는 세이메이의 가묘(假墓)가 건립되기도 했다.

## 등장 작품

### 헤이안·중세 문학
세이메이가 죽은 11세기 무렵부터 이미 세이메이는 신비스러운 존재로서 각인되었다. 역사 이야기인 《오카가미(大鏡)》나, 설화집 《곤자쿠 이야기집》, 《우지슈이 이야기》 《짓킨쇼(十訓抄)》는 세이메이에 관한 몇 가지 신비로운 일화를 수록하고 있다.
- 《오카가미》

제기(帝紀)「가잔 천황」
가잔 천황이 제위를 버리고 출가하려 할 때, 세이메이는 천문을 보고 그것을 찰지해, "양위가 결정되고 마는 천변이 일어났도다. 식신(式神)이여, 궁으로 입궐하라." 하며 식신으로 부리던 십이신장을 시켜 조정에 급보하려 했는데, 정확히 그 때 천황은 절을 향하고 있었다.
- 《곤자쿠 이야기집》

아베노 세이메이가 다다유키를 좇아 도를 배운 이야기(원제 安部晴明随忠行習道語)
1. 세이메이가 아직 어렸을 때, 가모노 다다유키가 밤에 어디로 외출하는 것을 따라가게 되었는데, 다다유키가 수레 안에서 잠이 든 사이에 세이메이가 보니 밤길에 귀신들이 앞에서 오고 있는 것을 보고(백귀야행) 다다유키에게 그것을 알렸다. 이에 다다유키는 술법을 부려 귀신들에게서 자신이 탄 수레를 숨겨 위기를 모면할 수 있었다. 다다유키는 세이메이가 뛰어난 재능이 있음을 알고, '물병의 물을 옮겨담듯' 자신이 알고 있는 음양도의 모든 것을 세이메이에게 전수했다고 한다.
2. 음양도의 대가가 된 세이메이는 어느 날 하리마국에서 온 음양사에게 술법 도전을 받고 매끄럽게 그를 벌주었다. 그는 두 사람의 동자를 데리고 세이메이 앞에 왔는데, 세이메이는 그 동자들이 그의 식신임을 알고 술법으로 그들을 몰래 숨겼다. 조금 뒤 다시 나타난 음양사는 세이메이 앞에서 자신의 식신을 돌려달라고 간청했고 세이메이는 그의 간청대로 식신을 돌려주었는데, 세이메이의 방술에 감탄한 음양사는 제자로 받아달라며 자신의 이름까지 적어 주고 갔다고 한다.
3. 닌나사(仁和寺)의 간조(寛朝) 승정(僧正)과 함께 있던 구교(公卿)들이 음양도의 기술로 개구리를 죽여보라고 세이메이에게 권하자, 술법을 써서 손도 대지 않고 개구리를 터뜨려 죽였다.
4. 세이메이의 집에서는 식신들을 시켜 집안일을 하게 했는데, 사람도 없는 집에서 문이 저절로 열리거나 닫히곤 했다.

하리마의 음양사 지토쿠 법사 이야기(원제 播磨国陰陽師智徳法師語)
하리마국에서 온 음양사 지토쿠(智德) 법사가 방술로 해적들을 잡았다는 이야기이지만, 말미에 "지토쿠는 이 정도로 뛰어난 음양사였지만 세이메이에게는 이길 수 없었다"고 기록되어 있어, 앞의 이야기에 등장한 하리마의 음양사는 그임을 알 수 있다.
- 《우지슈이 이야기》

세이메이가 구로우도 소장을 봉하다(원제 晴明蔵人少将封ずる事)
세이메이가 어느 날 까마귀가 싼 똥에 맞은 구로우도 소장을 보고 까마귀의 정체가 식신인 것을 간파하여 소장의 저주를 풀어주었다.
미도 간파쿠의 개와 세이메이의 기이한 일(원제 御堂関白の御犬晴明等奇特の事)
후지와라노 미치나가가 귀여워하던 개가 어느 날 외출하려는 주인을 막았다. 놀란 미치나가가 세이메이를 불러 점치게 하니, 세이메이는 식신의 저주를 개가 알아채고 외출을 말린 것이라 고하고, 마침내 미치나가를 저주한 음양사를 찾아내어 붙잡았다.(《짓킨쇼》에도 비슷한 기록이 있다.)
- 《헤이케 이야기》

쓰루기노켄(剣巻)
기부네(貴船) 신사에 기원하여 귀신이 된 하시히메(橋姬)의 팔을 무사 와타나베노 쓰나(渡邊綱)가 잘라 떨어뜨려 세이메이가 봉인했다.
 이 '쓰루기노켄'을 바탕으로 제작된 노(能)의 하나가 '쇠고리(원제 鐵輪)'로 여기에서 유명한 '축시참배'가 등장한다.

### 근세
분라쿠·가부키 『아시야 도만 오우치카가미(蘆屋道満大内鑑)』（통칭 구즈노하葛の葉）
『아시야 도만 오우치카가미(蘆屋道満大内鑑)』을 시작으로 '구즈노하' 전승을 소재로 하는 작품에는 대부분의 경우 아베노 세이메이가 등장한다.
『아시야 도만 오우치카가미(蘆屋道満大内鑑)』에서 세이메이는 아버지 아베노 야스나(安倍保名)와 어머니 구즈하묘진(葛葉明神)의 화신인 흰 여우 사이에 태어난 아이로 나온다. 또한 세이메이는 최종적으로 '깨끗함'을 의미하는 '세이메이(淸明)'로의 개명을 주상에게 신청해 허락받는다.
덧붙여 오사카부 이즈미시를 지나는 구마노(熊野) 가도(街道) 옆에는 어머니 구즈노하(葛の葉)를 제사지내는 시다모리쿠즈하이나리 진쟈(信太森葛葉稲荷神社)가 있고, 흰 여우가 변해서 되었다는 돌을 제사지내는 후루부 신사(舊府神社), 아베노 야스나와 구즈노하가 만났다는 '네즈미 고개'가 있는 성신사(聖神社)도 자리하고 있다.

### 현대

#### 영화
- 음양사